# Goedewaagen (bedrijf)

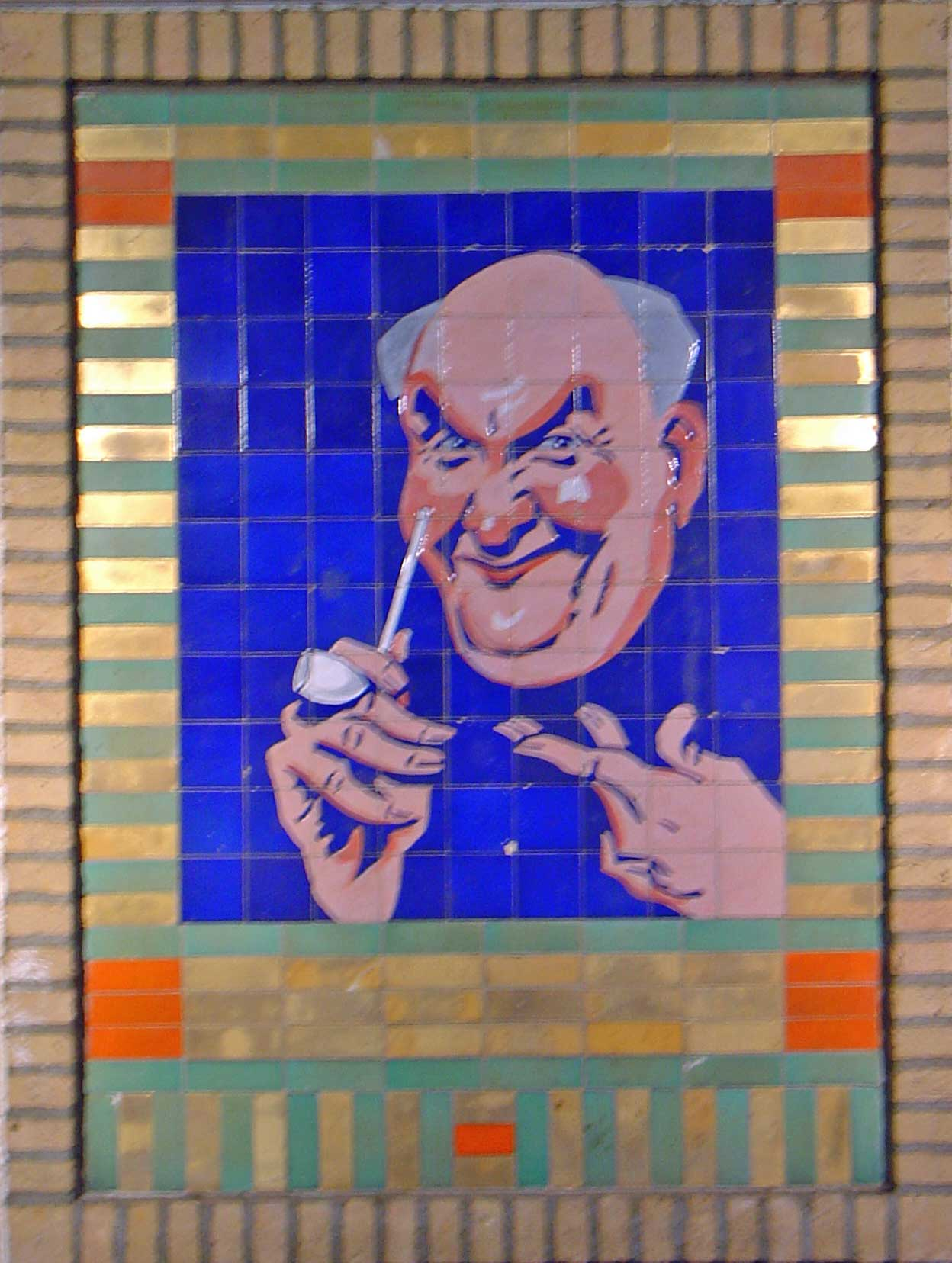
Tableau de pijproker gemaakt door Willem van Norden, artistiek leider van Goedewaagen, gemaakt voor het bedrijf, later verplaatst naar het station van Gouda

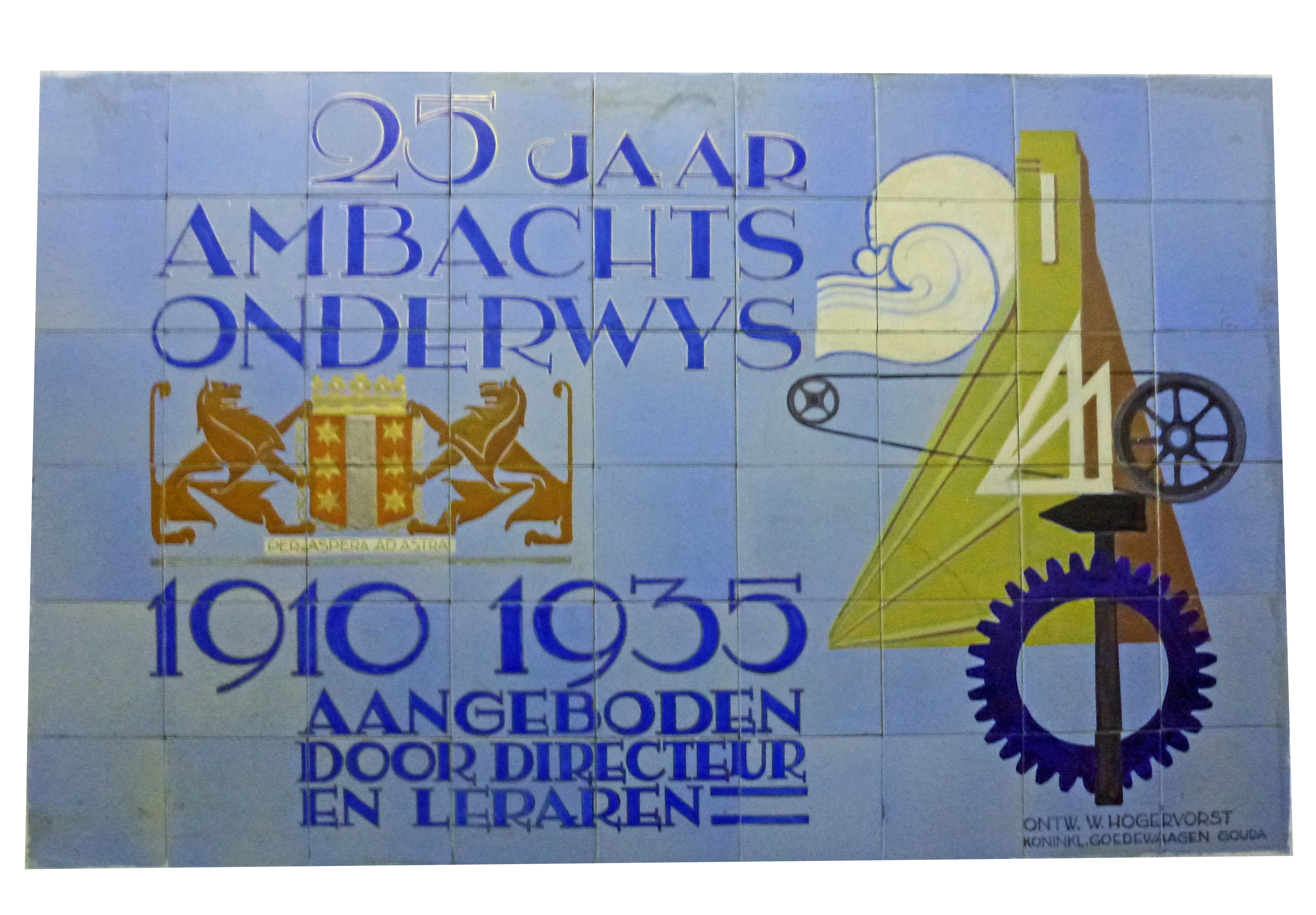
Tegeltableau in de Ambachtsschool te Gouda (gemaakt bij Goedewaagen)

Goedewaagen is een in Gouda gesticht keramisch bedrijf, dat in 1963 verplaatst werd naar Nieuw-Buinen in het oosten van Drenthe. Sinds 2007 is er een museum met een winkeltje bij het bedrijf gevestigd.

## Ontstaan van het bedrijf
Op 1 januari 1779 deed Dirk Goedewaagen in Gouda zijn meesterproef als pijpenmaker en in februari nam hij zijn eerste knecht in dienst. Aanvankelijk was de pijpenmakerij in de Keizerstraat gevestigd. Kleinzoon Abraham Goedewaagen verplaatste het bedrijf naar de Gouwe te Gouda. Diens zonen Pieter en Tobias Goedewaagen namen in 1853 de uit 1610 daterende pottenbakkerij De Star op de Raam over, waardoor de fabricage van aardewerk aan het bedrijf werd toegevoegd.

## Bloeiperiode in Gouda
Vanwege ruimtegebrek op de locaties Gouwe en Raam volgde in 1909 een verhuizing naar het Jaagpad, waar het bedrijf in 1910 werd aangesloten op het elektriciteitsnet. Op deze locatie is het bedrijf verder door de zoon van Pieter, Aart Goedewaagen, ontwikkeld tot 'Goedewaagen's Koninklijke Hollandsche pijpen- en aardewerkfabrieken'. Het aantal ovens werd in rap tempo uitgebreid. Door de overname in 1922 van de Amsterdamse plateelbakkerij De Distel kreeg het bedrijf ook een meer artistieke kant (o.a. de productie van art nouveau keramiek). Aart Goedewaagen werd als directeur opgevolgd door zijn zoon Aart Goedewaagen II.

## Verplaatsing naar Nieuw Buinen
Na de Tweede Wereldoorlog nam de vraag naar pijpen af en concentreerde het bedrijf zich op de vervaardiging van gebruiksaardewerk. Onder leiding van de nieuwe directeur Aart Goedewaagen III vestigde het bedrijf in 1963 een dependance in het Drentse Nieuw-Buinen. Deze nevenvestiging was noodzakelijk geworden omdat het bedrijf in Gouda kampte met wervingsproblemen voor nieuw en jong personeel. In 1968 was Goedewaagen nog steeds de grootste aardewerkfabriek in Gouda. De vestiging in Nieuw-Buinen kende een geleidelijke groei. Besloten werd om de gehele aardewerkproductie te verplaatsen naar Nieuw-Buinen. In 1975 gingen de laatste Goudse werknemers over naar Nieuw-Buinen. Een bekend product van Goedewaagen waren de 75 Delfts blauwe KLM-huisjes, die van 1965 tot en met 1995 gemaakt werden. In het begin van de tachtiger jaren kwam het bedrijf in ernstige liquiditeitsproblemen. In 1982 leidde dit tot het faillissement van het bedrijf (overigens net als veel van zijn branchegenoten is overkomen).

## Faillissement en doorstart
Op 1 maart 1983 werd uit het faillissement de BV Goedewaagen opgericht. De naam 'Goedewaagen' bleef voortleven, maar het predicaat Koninklijk verdween door het faillissement. Voor het eerst sinds 1779 zwaaide er geen Goedewaagen meer de scepter over het bedrijf.
In 1989 werd de oorspronkelijk Goudse - maar inmiddels in Hardenberg gevestigde - sieraardewerkfabriek Flora overgenomen. In 1996 moest Goedewaagen deze activiteiten weer staken wegens de tegenvallende vraag. De M2group (een groep van ondernemers in Emmen) nam in 2006 een deelname in Goedewaagen.

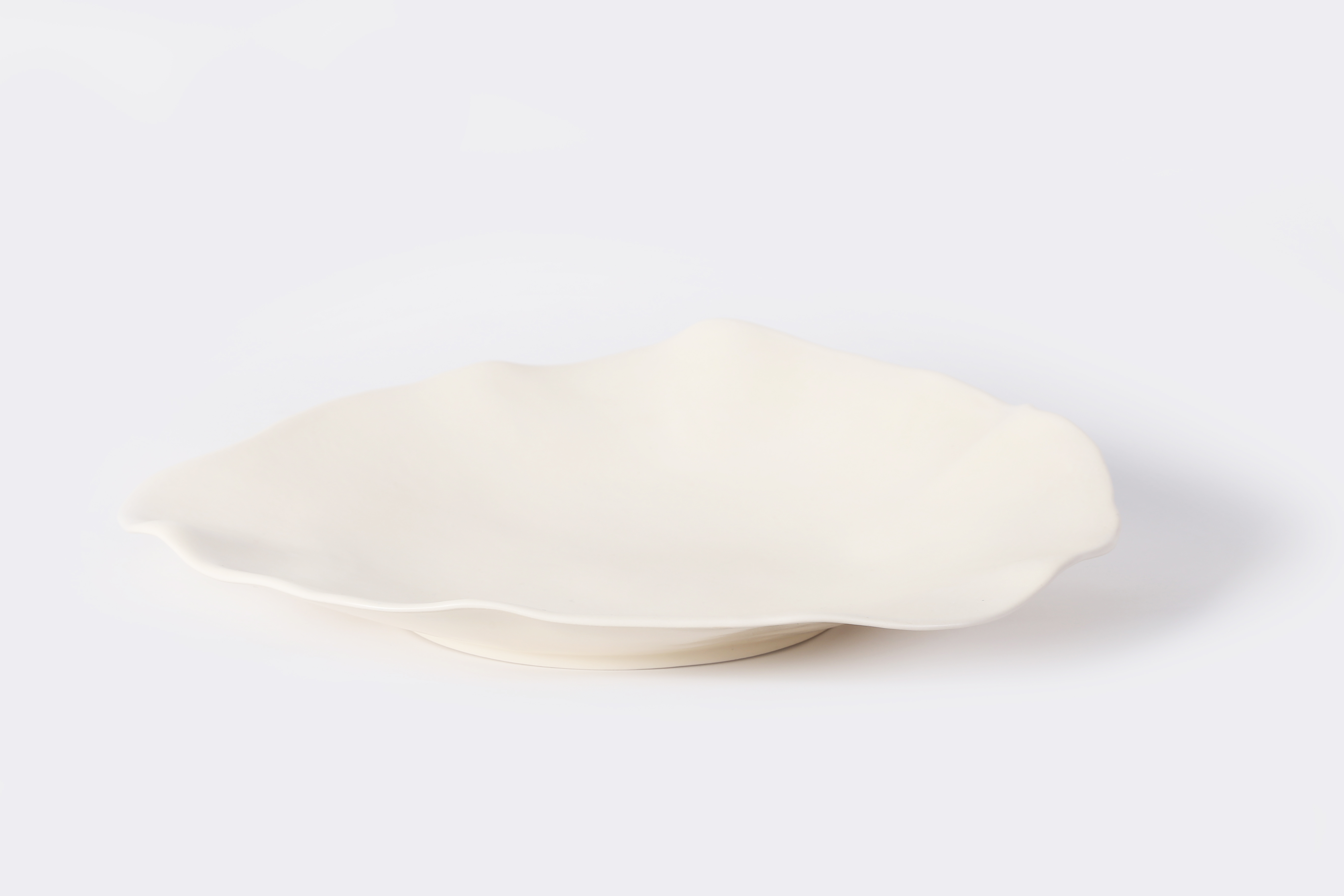
Coquille van Royal Goedewaagen

## Recente ontwikkelingen
In 2007 tooide het bedrijf zich met de naam 'Royal Goedewaagen'. Er werd eveneens een museum en een winkeltje gevestigd met aardewerk. In 2007 kwam een samenwerking tot stand met het werkvoorzieningschap de Emco-Groep in Emmen. Het bedrijf telt zo'n 40 medewerkers en werkt daarnaast ook met thuiswerkers. In 2013 werd een te Schoonhoven gevestigde producent van urnen en in 2016 een fabrikant van Friese tegels in Makkumer stijl overgenomen. In 2019 werd Friesland Porzellan te Varel, Duitsland overgenomen. Dit in 1953 door de firma Melitta te Minden opgerichte bedrijf produceert onder andere porseleinen serviezen en koffiefilterhouders.